# Lophoceros
Lophoceros é um gênero de aves da família Bucerotidae. 
O género compreende sete espécies: 
- Calau-de-bradfield, ou calau-do-mutiáti Lophoceros bradfieldi
- Calau-coroado-africano, Lophoceros alboterminatus
- Calau-preto, ou calau-pretibranco Lophoceros fasciatus
- Calau-de-hemprich, ou calau-da-abissínia Lophoceros hemprichii
- Calau-cinzento, Lophoceros nasutus
- Calau-pigmeu, ou calau-anão-castanho Lophoceros camurus
- Calau-de-bico-pálido, ou calau-de-bico-de-marfim Lophoceros pallidirostris